# Torneo WTA de Stuttgart 2024
El Porsche Tennis Grand Prix de 2024 fue un torneo de tenis jugado en canchas de arcilla bajo techo. Se trató de la 46.ª edición de este torneo, y fue parte del WTA tour 2024. Tuvo lugar en el Porsche Arena de Stuttgart (Alemania) del 15 al 21 de abril de 2024.

## Distribución de puntos
| Modalidad           | Campeona | Finalista | Semifinales | Cuartos de final | 3.ª ronda | 2.ª ronda | 1.ª ronda | Clasificadas | 2.ª ronda de clasificación | 1.ª ronda de clasificación |
| Individual femenino | 500      | 325       | 195         | 108              | 60        | 30        | 1         | 25           | 13                         | 1                          |
| Dobles femenino     | 500      | 325       | 195         | 108              | -         | -         | 1         | -            | -                          | -                          |

## Cabezas de serie

### Individuales femenino
| Tenista             | Ranking | Preclasificada |
| Iga Świątek         | 1       | 1              |
| Aryna Sabalenka     | 2       | 2              |
| Coco Gauff          | 3       | 3              |
| Elena Rybakina      | 4       | 4              |
| Qinwen Zheng        | 7       | 5              |
| Markéta Vondroušová | 8       | 6              |
| Ons Jabeur          | 9       | 7              |
| Jeļena Ostapenko    | 10      | 8              |

- Ranking del 8 de abril del 2024.[2]

### Dobles femenino
| Tenista                            | Ranking | Preclasificada |
| Desirae Krawczyk Demi Schuurs      | 24      | 1              |
| Barbora Krejčiková Laura Siegemund | 40      | 2              |
| Shuko Aoyama Nadiia Kichenok       | 62      | 3              |
| Asia Muhammad Aldila Sutjiadi      | 68      | 4              |

## Campeones

### Individual femenino
Elena Rybakina venció a  Marta Kostyuk por 6-2, 6-2 

### Dobles femenino
Hao-ching Chan /  Veronika Kudermetova vencieron a  Ulrikke Eikeri /  Ingrid Neel por 4-6, 6-3, [10-2]